# سید محمدرضا مدرسی یزدی
سید محمد رضا مدرسی مصلی (زاده ۱۳۳۴) معروف به مدرسی یزدی، مجتهد شیعه، عضو فقیه شورای نگهبان و نماینده مجلس خبرگان رهبری از استان خراسان رضوی است. او دومین فقیه باسابقه در شورای نگهبان پس از احمد جنتی است.
وی عضو جامعه مدرسین حوزه علمیه قم است و در کارنامه خود سابقه بیش از سی سال تدریس در حوزه علمیه قم (بیست و پنج سال درس خارج فقه و اصول) را دارد و مدرس دانشگاه و عضو هیئت امناء بنیاد ملی نخبگان است.

## تحصیلات
وی پس از تحصیلات دیپلم علاوه بر تحصیل دروس رسمی حوزه علمیه به فراگیری دروس نجوم، هیئت، فلسفه غرب، اقتصاد و زبانهای خارجی پرداخت و در رشته‌های فلسفه و کلام و تفسیر و حدیث نیز مطالعه و تحصیل کرد. وی تحصیلات حوزوی را تا میانه دوره سطح در مدارس یزد و نزد پدر آغاز کرد و از سال ۱۳۵۱ در قم ادامه داد. وی علاوه بر تألیف به تدریس از جمله خارج فقه و اصول نیز اشتغال داشته و دارد. وی در سالهای مبارزه در قم سید محمد رضا گلپایگانی را از نقشه ساواک در سوء استفاده از مجلسی که برخی از علما و فضلا قرار بود در آن حضور یابند، آگاه ساخت.

#### اساتید
وی در دروس هیئت و عرفان حسن حسن‌زاده آملی و فلسفه مرتضی مطهری و عبدالله جوادی آملی شرکت کرد. ضمن ادامه دوره سطح مکاسب را نزد ستوده و کفایه را نزد جعفر سبحانی تحصیل کرد و دروس خارج فقه و اصول را عمدتاً نزد درس کاظم تبریزی، حسین وحید خراسانی و جواد تبریزی فراگرفت رفت؛ و از اساتیدی چون حائری، میرزا هاشم آملی و محمد تقی بهجت نیز استفاده برد.

## سیاست

#### شورای نگهبان
محمدرضا مدرسی در سال ۱۳۸۳ با آغاز دوره پنجم شورای نگهبان با حکم سید علی خامنه‌ای به عنوان عضو فقیه شورای نگهبان منصوب شد.
وی اکنون پس از احمد جنتی دومین عضو باسابقه شورای نگهبان است.

#### خبرگان رهبری
| سال  | حوزه انتخابیه | رأی       | رتبه | نتیجه  | منبع  |
| ---- | ------------- | --------- | ---- | ------ | ----- |
| ۱۳۹۴ | تهران         | ۸۶۴٬۰۷۷   | ۲۵   | شکست   | [ ۸ ] |
| ۱۴۰۰ | خراسان رضوی   | ۱٬۰۵۳٬۳۸۵ | ۱    | پیروزی | [ ۹ ] |
| ۱۴۰۲ | خراسان رضوی   | ۶۶۷٬۰۶۳   | ۵    | پیروزی |       |

## مواضع
مدرسی حمله به حجاب اسلامی را « کار دشمنان» و تلاش برای ضربه به نمادهای اسلامی می داند. او همچنین خصومت زیادی با بهاییت و صهیونیسم ابراز کرده است.
مدرسی یزدی از فقهای شورای نگهبان بود که در سال ۲۰۱۷ با تأیید صلاحیت سپنتا نیکنام، عضو زرتشتی شورای اسلامی شهر یزد مخالف بودند. او وجود نمایندگان زرتشتی، مسیحی و یهودی در مجلس شورای اسلامی را «ارفاق نظام اسلامی به اقلیت‌ها» خواند.

## زندگی شخصی
پدر وی سید جواد مدرسی بود که استاد اخلاق و از افراد مورد اعتماد روح‌الله خمینی در شهر یزد به‌شمار می‌رفت و پس ازشهادت شهید محمد صدوقی به پیشنهاد فاضل لنکرانی و تأیید خمینی قرار بود به نمایندگی ولی فقیه در یزد منصوب شود که وی این پیشنهاد را نپذیرفت.
سید محمد علی مدرسی طباطبایی، برادر وی می‌باشد که نماینده استان فارس در ششمین دوره مجلس خبرگان رهبری است.
سید روح‌الله صدرالساداتی، عضو سابق مجلس خبرگان رهبری و برادرش سید مهدی صدرالساداتی، دامادهای سید محمدرضا مدرسی یزدی هستند. سید مهدی صدرالساداتی در سال ۱۴۰۰ اتهاماتی را مبنی بر فساد برخی مسئولان و خانواده‌هایشان منتشر کرد. او در بهمن ۱۴۰۰ به خاطر پست‌هایش در اینستاگرام به حکم دادگاه ویژه روحانیت از روحانیت خلع لباس شد.